# 밀양 월연정
월연정(月淵亭)은 대한민국 경상남도 밀양시 용평동에 있는, 조선 중종 15년(1520) 월연 이태 선생이 지은 건축물이다.
1985년 1월 14일 경상남도의 유형문화재 제243호 월연정으로 지정되었다가, 2018년 12월 20일 현재의 명칭으로 변경되었다.

## 개요
월연정은 조선 중종 15년(1520) 월연 이태 선생이 지은 것으로 원래는 월영사가 있던 곳이다.
이태 선생은 조선 중기의 문신으로 성리학에 입각해 개혁정치를 추구한 김광필 파가 죽음을 당하는 기묘사화(1519)가 일어나자 벼슬을 버리고 이곳으로 내려왔다.
월연정의 대청인 쌍경당은 임진왜란으로 불탔으나 영조 33년(1757)에 월암 이지복이 다시 지었다. 그리고 고종 3년(1866)에 이종상과 이종증이 정자 근처에 있는 월연대를 보수하고 재헌을 지었다.
월연정은 앞면 5칸·옆면 2칸으로 여덟 팔(八)자 모양인 팔작지붕으로 되어있다. 쌍경당에는 문을 달아 열면 주위 경관을 볼 수 있게 했으며 방, 아궁이를 설치해 4계절 두루 살 수 있도록 했다. 재헌 또한 앞면 5칸·옆면 2칸의 규모로, 대청·방·대청의 형태로 지었다. 제일 높은 언덕에 있는 월연대는 앞면 3칸·옆면 3칸으로 중앙 1칸만 4면에 미닫이문을 단 방을 만들었다.
경관이 뛰어난 곳에 모여 있는 이 모든 건물들은 주변의 아름다움을 감상하는 정자의 기능을 가지며 각기 다른 형태로 지어져 있어 흥미롭다. 이 건물들 외에 탄금암, 쌍천교 등의 유적과 백송, 오죽 등의 희귀한 나무들이 있다.

## 참고 문헌
- 밀양 월연정 - 국가유산청 국가유산포털